# إيلين أليس أندرسون
إيلين أليس أندرسون (بالإنجليزية: Ellen Alice Anderson)‏ هي ممرضة نيوزيلندية، ولدت في 22 يونيو 1882، وتوفيت في 4 فبراير 1978.